# Emília de Oliveira
Emília de Oliveira (Lisboa, 25 de novembro de 1874 — Lisboa, 20 de julho de 1968) foi uma atriz portuguesa.

## Biografia
Emília de Oliveira nasceu a 25 de novembro de 1874, em Lisboa, no número 4 da Travessa do Calado, freguesia de São Jorge de Arroios, filha de António de Oliveira, natural de São Pedro do Sul e de sua mulher, Maria Paula, natural de Lisboa.
Estreou-se no teatro, ao lado de Adelina Abranches, a 8 de dezembro de 1899, no Teatro do Príncipe Real, na comédia A Dama de Ouros, com tradução de Faustino da Fonseca. O empresário Luís Ruas acertara com a escolha desta artista que desde logo cativou o público de uma maneira absoluta.

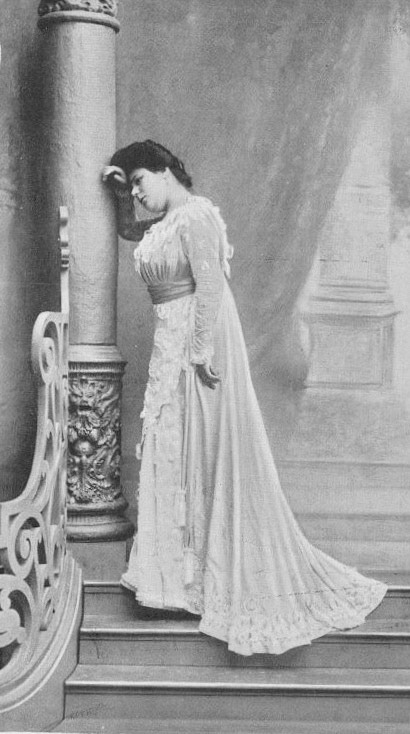
Oliveira em O Ladrão, no Teatro da República (em Illustração Portuguesa, 1908).

Sendo posta em cena a depois célebre revista À Procura do Badalo, de Baptista Dinis, foi confiada a Emília de Oliveira uma rábula em que figurava uma atriz acabada de chegar do Brasil. Era uma caricatura de Ângela Pinto, recentemente chgada da pátria irmã. Entrando em cena, com malas, embrulhos e o inevitável papagaio, Emília de Oliveira, que tinha grandes parecenças com Ângela Pinto, chegando a imitar-lhe a voz e até o estrabismo, começou a falar com o sotaque brasileiro. De um dos camarotes rebenta uma gargalhada frana e jovial que deixou a intérprete da rábula sem pinta de sangue, pois calculava ter feito fiasco. Por sua vez, a plateia, ao aperceber-se do motivo da intempestiva gargalhada, desatou a rir a bandeiras despregadas. Emília de Oliveira, na sua atrapalhação, não atinava com o motivo de tão esfusiante hilaridade. Afinal quem dera a gargalhada fora a própria Ângela Pinto, que, ao ver-se tão magistralmente caricaturada, expandira assim o seu aplauso. Seguidamente, foi ao palco e, abraçando a colega, manifestou-lhe o seu apreço. E, então, a manifestação da plateia transformou-se numa verdadeira apoteose.
Fez parte, em 1901, da Companhia organziada por Eduardo Vitorino, que foi ao Brasil, em digressão. Com o falecimento da primeira figura feminina, Georgina Pinto, Emília substituiu-a, interpretando, entre outras, as seguintes peças: A Lagartixa; A Severa; Mancha Que Limpa; Robe Rouge; À Estrangeira; e Lição Cruel.

Regressada do Brasil, entrou no elenco da Companhia Taveira, no Teatro da Trindade, onde se distinguiu nas mágicas musicadas: Tangerinas Mágicas; O Trevo das Quatro Folhas; As Duas Princesas; O Bico de Papagaio, etc. Seguidamente, pertenceu às Companhias Rosas & Brazão, onde, com inexcedível êxito, interpretou as peças: A Castelã; D. César de Bazan; O Encontro; Os Postiços; A Cruz da Escola; Envelhercer; Leonor Teles; O Homem Fatal; O Ladrão; A Emboscada; A Rajada; A Bela Aventura; A Caixeirinha e várias outras, confirmando a boa escolha que o Visconde de São Luís de Braga fizera, contratando-a.

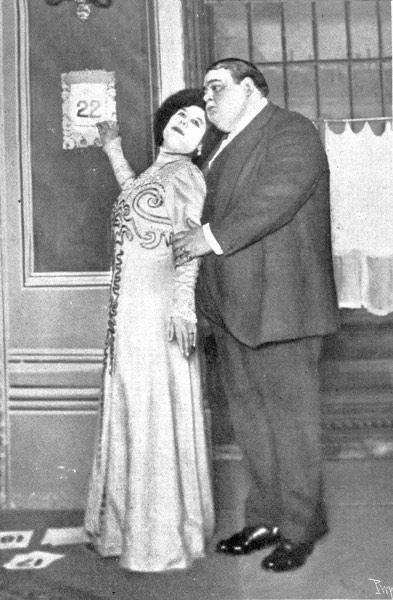
Oliveira e Chaby Pinheiro em Berg-op-Zoom no Teatro da República (em Revista Brasil-Portugal, 1913).

Na obra Diccionario do theatro portuguez (1908) de António de Sousa Bastos, o autor descreve o percurso e a personalidade da atriz da seguinte forma: "A sua carreira tem sido principalmente feita na província e no Brazil, onde muito tem agradado. Tomando parte na representação de uma revista no theatro da Rua dos Condes, ahi sobresahiu extraordinariamente acima de todos os outros artistas, mostrando que tinha muito valor. Entrou depois para o theatro da Trindade, onde se salientou ao lado das primeiras figuras da companhia. Foi agora contractada para o theatro D. Amélia, cujo reportório mais se presta a aproveitar todos os seus excellentes dotes, pois que é formosa, o que se chama uma bella estampa de mulher, muito elegante, vestindo caprichosamente, dizendo bem, com voz harmoniosa e com intelligencia."
No Teatro da Tridade, contracenou com Ângela Pinto e Ferreira da Silva, em Thermidor; A Exilada; O Emigrado, etc. Em 1923, entrou para o Teatro Nacional D. Maria II, para a Companhia Rey Colaço-Robles Monteiro, onde representou as peças: Cristalina; O Caso do Dia; Uma Noite de Agosto; Amanhecer; A Mulher Nua; O Ai-Jesus; Entre Giestas; A Greve Geral; Afonso VI; Os Velhos; Chá das Cinco; Rosas de Todo o Ano; Amadis de Gaula; Auto da Barca do Inferno; Auto Pastoril; São João Subiu ao Trono; O Auto da Visitação; D. Francisco Manuel; A Freira de Beja, O Primeiro Beijo de Soror Mariana, etc. No Teatro Avenida, com a companhia de Alves da Cunha, desempenhou: Duas Causas; A Taberna; O Paralítico; Cobardias; O Pai; O Saltimbanco; Blanchette; Ternura; O Grande Advogado e A Raça. Fez parte do Teatro do Povo, do SNI (1944-1949).
No cinema, estreou-se no filme mudo Velha Gaiteira (1921), de Ernesto de Albuquerque, prefazendo o seu último papel em A Vizinha do Lado (1945), de António Lopes Ribeiro, após um longo repertório cinematográfico, dos quais se destacam as suas aparições em As Pupilas do Senhor Reitor (1935), Maria Papoila (1937), Os Fidalgos da Casa Mourisca (1938), O Pai Tirano (1941), Amor de Perdição (1943) e A Menina da Rádio (1944).
Um dos seus maiores desgostos foi o desaparecimento da sua amiga, a atriz Maria Lalande, falecida quatro meses antes de Emília, com quem trabalhara muitos anos no D. Maria II. Da nova geração de artistas, enternecia-a as visitas da atriz Laura Alves, de resto, apreciava a solidão. A última vez que viu teatro, no intuito de recordar um passado distante, representava-se a peça A Maluquinha de Arroios, no Teatro Gil Vicente, em Cascais. O empresário convidara-a a assistir à representação da peça que ela criou, sendo uma noite de comoção e saudade.
Reformada há quase duas décadas, falece a 20 de julho de 1968, em Lisboa, no primeiro andar do número 9 da Travessa de São Pedro de Alcântara, freguesia da Encarnação, ao Bairro Alto, aos 93 anos de idade, vítima de insuficiência cardíaca e arteriosclerose, solteira e sem filhos. Encontra-se sepultada no Cemitério dos Prazeres, na mesma cidade.

## Filmografia
| Ano  | Filme                        | Personagem            | Referências |
| ---- | ---------------------------- | --------------------- | ----------- |
| 1921 | Velha Gaiteira               | -                     | [ 4 ] [ 7 ] |
| 1923 | Cláudia                      | D. Maria              | [ 4 ] [ 7 ] |
| 1923 | Lucros... Ilícitos           | -                     | [ 4 ] [ 7 ] |
| 1923 | Os Olhos da Alma             | Catarina de Sousa     | [ 4 ] [ 7 ] |
| 1923 | O Fado                       | -                     | [ 4 ] [ 7 ] |
| 1924 | Tragédia de Amor             | Mãe de Raul           | [ 4 ] [ 7 ] |
| 1930 | Lisboa, Crónica Anedótica    | -                     | [ 4 ] [ 7 ] |
| 1935 | As Pupilas do Senhor Reitor  | Sr.ª Teresa           | [ 4 ] [ 7 ] |
| 1937 | A Revolução de Maio          | Júlia                 | [ 4 ] [ 7 ] |
| 1937 | Maria Papoila                | D. Efigénia           | [ 4 ] [ 7 ] |
| 1938 | A Rosa do Adro               | Mulher de Zé Capitão  | [ 4 ] [ 7 ] |
| 1938 | Os Fidalgos da Casa Mourisca | Tia Ana do Verdo      | [ 4 ] [ 7 ] |
| 1940 | Feitiço do Império           | Emília Morais         | [ 4 ] [ 7 ] |
| 1940 | Pão Nosso...                 | -                     | [ 4 ] [ 7 ] |
| 1941 | O Pai Tirano                 | D. Emília             | [ 4 ] [ 7 ] |
| 1943 | Amor de Perdição             | Abadessa de Monchique | [ 4 ] [ 7 ] |
| 1944 | O Violino de João            | Costureira            | [ 4 ] [ 7 ] |
| 1944 | A Menina da Rádio            | D. Efigénia           | [ 4 ] [ 7 ] |
| 1945 | A Vizinha do Lado            | D. Gertrudes          | [ 4 ] [ 7 ] |